# Mechanics Bank Arena
Die Mechanics Bank Arena ist eine Mehrzweckhalle in der US-amerikanischen Stadt Bakersfield im Bundesstaat Kalifornien. Die Halle ist seit 2015 hauptsächlich die Heimspielstätte der Bakersfield Condors aus der American Hockey League (AHL) und bietet zu Eishockeyspielen 8800 Zuschauerplätze. Maximal fasst die Arena 10.000 Besucher. Sie gehört der Stadt Bakersfield.

## Geschichte
Die Mechanics Bank Arena wurde am 1. Oktober 1998 unter dem Namen Centennial Garden eröffnet. Sie befindet sich neben dem 1962 eingeweihten Bakersfield Civic Auditorium (heute: Mechanics Bank Theater and Convention Center). Seit dem 1. September 2019 ist die in Walnut Creek, Kalifornien, ansässige Mechanics Bank Namenssponsor der Arena nach der Fusion mit der Rabobank, National Association in Roseville. Der Vertrag geht über sechs Jahre und die Bank zahlt jährlich 350.000 US-Dollar. In der Arena wurde die Bob Elias Kern County Sports Hall of Fame am Südende des Foyers eingerichtet.
In seiner Geschichte war die Halle u. a. Austragungsort für Spiele der Preseason der Los Angeles Lakers aus der National Basketball Association (NBA) sowie der Los Angeles Kings aus der National Hockey League (NHL), Wrestling-Veranstaltungen der WWE, des ECHL All-Star Game 2011 und Eisrennen auf Supercross-Motorrädern und Quads. Neben dem Sport finden in der Mechanics Bank Arena Konzerte, Familienshows und andere Veranstaltungen statt.